# Heliofysik
Heliofysik är studier av solens heliosfär och de himlakroppar som vistas däri, främst planetariska atmosfärer och magnetosfärer, solens korona och det interstellära mediet. Heliofysik kombinerar andra grenar inom fysiken såsom rymdfysik, plasmafysik och solfysik och är mycket närbesläktat med rymdväder och de fenomen som påverkar detta. 

Uttrycket myntades av doktor George Siscoe vid Boston University och används främst av NASA. Siscoe har sagt att 
| ” | Heliofysik är en miljövetenskap, en unik hybrid av meteorologi och astrofysik. Det omfattar en mängd data och generella lagar (varar de flesta kanske inte ännu upptäckts) specifika för magnetiska plasma i heliosfären som interagerar med sig själv och gravitationella kroppar och deras atmosfärer | „ |

Heliofysik är en av de fyra divisionerna inom NASA:s Science Mission Directorate: Astrofysik, Heliofysik, Jordvetenskap och Planetvetenskap. 